# Talent Team Papendal Arnhem 2019-2020 (femminile)
Questa voce raccoglie le informazioni riguardanti il Talent Team Papendal Arnhem nelle competizioni ufficiali della stagione 2019-2020.

## Organigramma societario
Area direttiva
- Presidente: ?

Area tecnica
- Primo allenatore: Avital Selinger

## Rosa
| N° | Nome                  | Ruolo | Data di nascita   | Nazionalità sportiva |
| -- | --------------------- | ----- | ----------------- | -------------------- |
| 1  | Noa de Vos            | O     | 24 aprile 2004    | Paesi Bassi          |
| 2  | Romy Brokking         | L     | 16 febbraio 2002  | Paesi Bassi          |
| 3  | Fleur Meinders        | P     | 13 agosto 2001    | Paesi Bassi          |
| 4  | Hyke Lyklema          | P     | 14 ottobre 2002   | Paesi Bassi          |
| 5  | Annika de Goede       | O     | 23 agosto 2003    | Paesi Bassi          |
| 6  | Iris Vos              | S     | 15 ottobre 2002   | Paesi Bassi          |
| 7  | Sanne Wagener         | C     | 17 gennaio 2004   | Paesi Bassi          |
| 8  | Jette Kuipers         | S     | 23 luglio 2002    | Paesi Bassi          |
| 9  | Britte Stuur          | C     | 11 gennaio 2003   | Paesi Bassi          |
| 10 | Femke Vlutters        | P     | 19 novembre 2002  | Paesi Bassi          |
| 11 | Emily Silderhuis      | C     | 19 gennaio 2004   | Paesi Bassi          |
| 12 | Pleun van der Pijl    | S     | 11 gennaio 2003   | Paesi Bassi          |
| 15 | Anneclaire ter Brugge | C     | 20 febbraio 2002  | Paesi Bassi          |
| 16 | Famke Boonstra        | S     | 23 settembre 2001 | Paesi Bassi          |

## Statistiche

### Statistiche di squadra
| Competizione | Punti | In casa | In casa | In casa | In trasferta | In trasferta | In trasferta | Totale | Totale | Totale |
| Competizione | Punti | G       | V       | P       | G            | V            | P            | G      | V      | P      |
| ------------ | ----- | ------- | ------- | ------- | ------------ | ------------ | ------------ | ------ | ------ | ------ |
| Eredivisie   | 9     | 9       | 2       | 7       | 9            | 1            | 8            | 18     | 3      | 15     |
| Totale       | -     | 9       | 2       | 7       | 9            | 1            | 8            | 18     | 3      | 15     |